# さいたま市立岩槻中学校

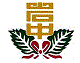
岩槻中学校の校章

さいたま市立岩槻中学校（さいたましりついわつきちゅうがっこう）は、埼玉県さいたま市岩槻区仲町1-14-35に存在する公立中学校である。テニス部が強い。

## 歴史
- 1947年（昭和22年）4月1日 - 新学制により、（旧）岩槻町立岩槻中学校を開設。
- 1949年（昭和24年）4月1日 - 岩槻中学校、和土村立和土中学校、柏崎村立柏崎中学校を統廃合して、岩槻町外2ヶ村組合立岩槻中学校開設。
- 1950年（昭和25年）1月18日 - 第3・4校舎増築落成。
- 1954年（昭和29年）
  - 5月3日 - 町村合併により、校名を（新）岩槻町立岩槻中学校に変更。
  - 7月1日 - 市政施行により、校名を岩槻市立岩槻中学校に変更。
- 1963年（昭和38年）3月10日 - 技術科実習室落成。
- 1965年（昭和40年）7月20日 - プール竣工。
- 1970年（昭和45年）4月8日 - 本館落成。
- 1971年（昭和46年）4月1日 - 学区編成替により、城北中学校を分離。
- 1977年（昭和52年）4月28日 - 鉄筋4階校舎落成。
- 1979年（昭和54年）2月27日 - 屋内運動場完成。。
- 1980年（昭和55年）7月11日 - 水泳プール移転。
- 1982年（昭和57年）4月1日 - 学区編成替により、柏陽中学校と分離。
- 1984年（昭和59年）4月1日 - 西原中学校新設に伴い、学区編成替。
- 1988年（昭和63年）3月1日 - 開校40周年記念事業及び記念式典挙行。
- 1992年（平成4年）9月 - コンピューター室を設置。
- 1993年（平成5年）
  - 10月19日 - 英語科ティームティーチング研究本発表(文部省指定)
  - 11月12日 - 全国社会福祉大会において厚生大臣表彰を受ける。
- 1994年（平成6年）8月31日 - 運動場西側防球ネット改修工事完了(高さ14ｍ)
- 1995年（平成7年）
  - 3月 - マラソンコース設定。
  - 12月25日 - 正門等改修工事・南側フェンス改修工事完了。
- 1996年（平成8年）
  - 3月16日 - 北門ロータリーに時計塔設置。(平成7年度卒業記念寄付)
  - 7月18日 - 空調設備工事完了。
  - 10月8日 - さわやか相談室開設。
  - 11月22日 - 開校50周年記念事業及び記念式典挙行。記念樹「楠の木」植樹および中庭整備。タイムカプセル埋設。
- 1999年（平成11年）3月 - テニスコート改修工事完了。体育館屋根改修工事完了。
- 2000年（平成12年）3月 - テニスコート附近フェンス及び防球ネット工事完了。
- 2001年（平成13年）
  - 2月 - マラソンコース植込み。
  - 9月 - 校庭夜間照明施設完成。
- 2005年（平成17年）4月1日 - さいたま市と岩槻市との合併により、校名を「さいたま市立岩槻中学校」と変更。
- 2006年（平成18年）11月11日 - 開校60周年記念事業「MY SCHOOL CONCERT」実施。
- 2007年（平成19年）8月 - 男子バレーボール部平成19年全国中学校体育大会第37回バレーボール選手権大会準優勝。
- 2008年（平成20年）
  - 8月 - 中校舎耐震工事完了。
  - 11月 - 普通教室空調工事完了。
- 2009年（平成21年）8月 - 北校舎耐震工事完了。
- 2010年（平成22年）10月 - 北校舎トイレ改修工事完了。
- 2011年（平成23年）7・8月 - 南校舎昇降口(1・2階)耐震工事完了。
- 2013年（平成25年）
  - 3月 - 給食室建設工事完了。
  - 4月10日 - 自校式給食開始。
  - 8月 - 校庭用水道設置工事完了。
  - 9月 - 体育館非構造部材耐震化等改修工事完了。災害用トイレ設置工事完了。
- 2014年（平成26年）
  - 8月 - 男子ソフトテニス部平成26年度全国中学校体育大会第45回ソフトテニス大会第三位。正門ロータリーに記念碑設置。
  - 11月 - 体育館放送器具交換工事完了。
- 2015年（平成27年）1月 - 体育館照明修繕工事完了。
- 2017年（平成29年）8月 - 体育館ステージ幕の緞帳追加工事完了。

## 校歌
「希望の丘」（作詞：下山懋、作曲：下総皖一）(http://iwatsuki-j.saitama-city.ed.jp/school_guide/school_song.html参照。)

## 部活動

### 運動部
- 野球部
- サッカー部
- 陸上競技部
- 男子軟式テニス部
- 女子軟式テニス部
- バスケットボール部（男子）
- バスケットボール部（女子）
- バレーボール部（男子）
- バレーボール部（女子）
- 卓球部（男子）
- 卓球部（女子）
- ソフトボール部

### 文化部
- 吹奏楽部
- 美術部
- 科学部
- 筝曲部
- レクリエーション部（特別支援学級の生徒のみ）